# Union (Maine)
Union és una població dels Estats Units a l'estat de Maine (EUA). Segons el cens del 2000 tenia 2.209 habitants.

## Demografia
Segons el cens del 2000, Union tenia 2.209 habitants, 863 habitatges, i 632 famílies. La densitat de població era de 26,6 habitants/km².
Dels 863 habitatges en un 31,9% hi vivien nens de menys de 18 anys, en un 59,2% hi vivien parelles casades, en un 9,5% dones solteres, i en un 26,7% no eren unitats familiars. En el 20,2% dels habitatges hi vivien persones soles el 6,6% de les quals corresponia a persones de 65 anys o més que vivien soles. El nombre mitjà de persones vivint en cada habitatge era de 2,51 i el nombre mitjà de persones que vivien en cada família era de 2,85.
Per edats la població es repartia de la següent manera: un 24,6% tenia menys de 18 anys, un 6% entre 18 i 24, un 28,2% entre 25 i 44, un 27,8% de 45 a 60 i un 13,4% 65 anys o més.
L'edat mediana era de 40 anys. Per cada 100 dones de 18 o més anys hi havia 92,8 homes.
La renda mediana per habitatge era de 37.679 $ i la renda mediana per família de 41.050 $. Els homes tenien una renda mediana de 30.984 $ mentre que les dones 23.438 $. La renda per capita de la població era de 16.240 $. Entorn del 6,1% de les famílies i el 9,6% de la població estaven per davall del llindar de pobresa.